# Benzènetellurol
Le benzènetellurol est un composé chimique de formule C6H5TeH, parfois abrégée PhTeH. C'est un analogue structurel du phénol C6H5OH, du thiophénol C6H5SH et du benzènesélénol C6H5SeH, dans lesquels l'atome respectivement d'oxygène, de soufre et de sélénium sont remplacés par un atome de tellure.
C'est un réducteur instable utilisé in situ en synthèse organique.